# Selección de fútbol sub-19 de Francia
La selección de fútbol sub-19 de Francia es el equipo representativo del país en el Campeonato de Europa Sub-19. Su organización está a cargo de la Federación Francesa de Fútbol, perteneciente a la UEFA.

## Estadísticas

### Campeonato Europeo
Desde la temporada 2001/02, se comenzó a disputar el europeo con selecciones sub-19 por primera vez.
En el campeonato de 2005, con sede en Irlanda del Norte, Francia logró su primer título europeo sub-19, tras vencer a Inglaterra por 3 a 1 en la final. Los Galos tenían como figuras a Hugo Lloris, Yohan Cabaye, Abou Diaby, Moussa Sow y Yoann Gourcuff.
Cinco años después, lograron el segundo título de la categoría, el campeonato de 2010 tuvo sede en Francia, al derrotar a España en la final 2 a 1, se coronaron campeones europeos. Se destacaron los jugadores Clément Grenier, Francis Coquelin, Timothée Kolodziejczak, Antoine Griezmann, Alexandre Lacazette y Cédric Bakambu.
| Año                    | Ronda           | Posición        | PJ              | PG              | PE              | PP              | GF              | GC              |
| ---------------------- | --------------- | --------------- | --------------- | --------------- | --------------- | --------------- | --------------- | --------------- |
| Noruega 2002           | No se clasificó | No se clasificó | No se clasificó | No se clasificó | No se clasificó | No se clasificó | No se clasificó | No se clasificó |
| Lietchteinstein 2003   | Fase de grupos  | 7.º             | 3               | 0               | 2               | 1               | 4               | 6               |
| Suiza 2004             | No se clasificó | No se clasificó | No se clasificó | No se clasificó | No se clasificó | No se clasificó | No se clasificó | No se clasificó |
| Irlanda del Norte 2005 | Campeones       | 1.º             | 5               | 4               | 1               | 0               | 11              | 5               |
| Polonia 2006           | No se clasificó | No se clasificó | No se clasificó | No se clasificó | No se clasificó | No se clasificó | No se clasificó | No se clasificó |
| Austria 2007           | Semifinales     | 3.º             | 4               | 1               | 3               | 0               | 6               | 3               |
| Rep. Checa 2008        | No se clasificó | No se clasificó | No se clasificó | No se clasificó | No se clasificó | No se clasificó | No se clasificó | No se clasificó |
| Ucrania 2009           | Semifinales     | 3.º             | 4               | 1               | 2               | 1               | 4               | 5               |
| Francia 2010           | Campeones       | 1.º             | 5               | 4               | 1               | 0               | 14              | 4               |
| Rumanía 2011           | No se clasificó | No se clasificó | No se clasificó | No se clasificó | No se clasificó | No se clasificó | No se clasificó | No se clasificó |
| Estonia 2012           | Semifinales     | 3.º             | 4               | 2               | 1               | 1               | 8               | 5               |
| Lituania 2013          | Subcampeones    | 2.º             | 5               | 2               | 2               | 1               | 5               | 4               |
| Hungría 2014           | No se clasificó | No se clasificó | No se clasificó | No se clasificó | No se clasificó | No se clasificó | No se clasificó | No se clasificó |
| Grecia 2015            | Semifinales     | 3.º             | 4               | 3               | 0               | 1               | 6               | 3               |
| Alemania 2016          | Campeones       | 1.º             | 5               | 4               | 0               | 1               | 15              | 4               |
| Georgia 2017           | No clasificó    | No clasificó    | No clasificó    | No clasificó    | No clasificó    | No clasificó    | No clasificó    | No clasificó    |
| Finlandia 2018         | Semifinales     | 4.º             | 4               | 2               | 0               | 2               | 11              | 4               |
| Armenia 2019           | Semifinales     | 4.º             | 4               | 3               | 1               | 0               | 5               | 0               |
| Irlanda del Norte 2020 | Cancelado       | Cancelado       | Cancelado       | Cancelado       | Cancelado       | Cancelado       | Cancelado       | Cancelado       |
| Rumania 2021           | Cancelado       | Cancelado       | Cancelado       | Cancelado       | Cancelado       | Cancelado       | Cancelado       | Cancelado       |
| Slovakia 2022          | Semifinales     | -               | 4               | 3               | 0               | 1               | 12              | 4               |
| Malta 2023             | Por definir     | Por definir     | Por definir     | Por definir     | Por definir     | Por definir     | Por definir     | Por definir     |
| Total                  | 12/19           | -               | 51              | 29              | 13              | 9               | 101             | 47              |

### Torneos amistosos
| Año                 | Posición | PJ | PG | PE | PP | GF | GC |
| ------------------- | -------- | -- | -- | -- | -- | -- | -- |
| Copa Sendai 2006    | 2.º      | 3  | 2  | 0  | 1  | 7  | 3  |
| Copa Sendai 2007    | 1.º      | 3  | 2  | 1  | 0  | 7  | 2  |
| Copa Sendai 2008    | 3.º      | 3  | 0  | 3  | 0  | 1  | 1  |
| Copa Sendai 2009    | 2.º      | 3  | 1  | 1  | 1  | 4  | 4  |
| Torneo Limoges 2009 | 2.º      | 3  | 1  | 2  | 0  | 6  | 5  |
| Torneo Limoges 2011 | 3.º      | 3  | 1  | 1  | 1  | 5  | 5  |
| Copa Suwon 2016     | 3.º      | 3  | 1  | 0  | 2  | 4  | 4  |
| Total               | 2.º      | 21 | 8  | 8  | 5  | 34 | 24 |

## Jugadores

### Última convocatoria
Datos correspondientes a los convocados para la fecha FIFA de septiembre.

### Destacados
A lo largo de los años, varios jugadores que pertenecieron a la selección de Francia sub-19, lograron consolidarse como profesionales a nivel internacional y destacarse, ellos son: Hugo Lloris, Karim Benzema, Moussa Sissoko, Francis Coquelin, Antoine Griezmann, Alexandre Lacazette, Lucas Digne, Samuel Umtiti, Paul Pogba, Aymeric Laporte, Adrien Rabiot, Anthony Martial y Kingsley Coman.

### Distinciones individuales
Además de los logros obtenidos por la selección, los siguientes jugadores fueron reconocidos por su nivel individual en diferentes competiciones.
| Competición             | Distinción     | Jugador             |
| ----------------------- | -------------- | ------------------- |
| Campeonato Europeo 2005 | Jugador de Oro | Abdoulaye Balde     |
| Campeonato Europeo 2007 | Goleador       | Kévin Monnet-Paquet |
| Torneo Limoges 2009     | Goleador       | Yannis Tafer        |
| Campeonato Europeo 2010 | Jugador de Oro | Gaël Kakuta         |
| Torneo Limoges 2011     | Goleador       | Anthony Koura       |
| Torneo Limoges 2011     | Mejor jugador  | Lucas Digne         |
| Campeonato Europeo 2016 | Goleador       | Jean-Kévin Augustin |
| Campeonato Europeo 2016 | Jugador de Oro | Jean-Kévin Augustin |

## Entrenadores
Desde el año 2001, han pasado 13 entrenadores diferentes al mando de la selección.
| Entrenador           | Período       |
| -------------------- | ------------- |
| François Blaquart    | 2001-2002     |
| Luc Rabat            | 2003-2004     |
| Jean Gallice         | 2004-2005     |
| Philippe Bergeroo    | 2005-2007     |
| Luc Rabat            | 2007-2008     |
| Jean Gallice         | 2008-2009     |
| Francis Smerecki     | 2009-2010     |
| Philippe Bergeroo    | 2010-2011     |
| Pierre Mankowski     | 2011-2012     |
| Francis Smerecki     | 2012-2014     |
| Patrick Gonfalone    | 2014-2015     |
| Ludovic Batelli      | 2015-2016     |
| Jean-Claude Giuntini | 2016-2017     |
| Bernard Diomède      | 2017-2019     |
| Jean-Luc Vannuchi    | 2019-presente |